# Volkonskoite
La volkonskoite (simbolo IMA: Vkn) è un minerale del gruppo della smectite appartenente alla famiglia minerale dei "silicati e germanati" con composizione chimica Ca0,3(Cr,Mg)2(Si,Al)4O10(OH)2 • 4(H2O)
Strutturalmente appartiene ai fillosilicati.

## Etimologia e storia
Il nome volkonskoite fu usato per la prima volta nel 1830 per descrivere un minerale di colore verde-blu brillante contenente cromo.
Il minerale è stato chiamato ufficialmente con il suo come attuale nel 1831 da August Alexander Kämmerer in onore del principe Pëtr Michajlovič Volkonskij (1776 - 1852), ministro della corte russa.

## Classificazione
La nona edizione della sistematica minerale di Strunz, valida dal 2001 e aggiornata dall'Associazione Mineralogica Internazionale (IMA) fino al 2009, elenca la volkonskoite nella classe "9. Silicati (germanati)" e da lì nella sottoclasse "9.E Fillosilicati"; questa viene ulteriormente suddivisa in base alla struttura del minerale in modo tale da trovare la volkonskoite nella sezione "9.EC Fillosilicati con fogli di mica, composti di reti di tetraedri e ottaedri" dove insieme a montmorillonite, yakhontovite, beidellite, kurumsakite e nontronite forma il sistema nº 9.EC.40.
Tale classificazione viene mantenuta anche nell'edizione successiva di tale sistematica, proseguita dal database "mindat.org" e chiamata Classificazione strunz-mindat.
Nella Sistematica dei lapis (Lapis-Systematik) di Stefan Weiß la volkonskoite è elencata nella classe dei "silicati" e nella sottoclasse dei "silicati stratificati"; da qui si trova nella sezione dei "minerali argillosi, regolarmente stratificati; silicati stratificati simili alla mica con gruppi [Si4O10]4- e strutture correlate; gruppo della montmorillonite" dove insieme a brinrobertsite, montmorillonite, beidellite, nontronite, swinefordite e yakhontovite forma il sistema nº VIII/H.19.
La classificazione dei minerali secondo Dana, utilizzata principalmente nel mondo anglosassone, classifica la volkonskoite nella classe dei "silicati e germanati" e lì nella sottoclasse dei "minerali fillosilicati". Qui si trova insieme a beidellite, montmorillonite, nontronite e swinefordite nel "gruppo della smectite (smectite diottaedrica)" con il sistema nº 71.03.01a all'interno della suddivisione "fillosilicati: strati di anelli a sei membri con minerali argillosi 2:1".

## Abito cristallino
La volkonskoite cristallizza nel sistema monoclino con gruppo spaziale sconosciuto. I parametri reticolari sono a = 5,16 Å, b = 8,94 Å e c = 14,4 Å, oltre ad avere 2 unità di formula per cella unitaria.

## Origine e giacitura
La volkonskoite è stata trovata in diversi frangenti, a seconda del luogo di ritrovamento: è un minerale epigenetico in arenarie o conglomerati, che riempiono comunemente vuoti derivanti dalla decomposizione di materia organica (da esemplari di volkonskoite proveniente dalla Ochanskij rajon, in Russia), oppure compare come prodotto di erosione della serpentinite (per campioni di minerale trovati a Goce Delčev, in Bulgaria).
La volkonskoite è un minerale piuttosto raro ed è stata trovata solo in pochi siti sparsi per il mondo. In Italia è stata rinvenuta a Rosignano Marittimo e a Pomarance (Toscana).
Altri siti sono: il Častinskij rajon (che è la località tipo del minerale), nell'oblast' di Kirov e a Severoonežsk, nell'oblast' di Arcangelo (tutti in Russia); nel distretto di Wancheng (Cina); in Cisgiordania; nel governatorato di Amman (Giordania); nel consiglio regionale di Tamar (Israele); nelle contee di Cochise, San Bernardino, Grand, San Juan e Converse (Stati Uniti); nello Stato federato di Bahia (Brasile); nella Provincia di Ayopaya (Bolivia); a Froland e Larvik (Norvegia); a Lavreotiki (Grecia); a Freital e Callenberg (Grecia); in Medio Oriente, nella formazione di Hatrurim.